# برینکوم
برینکوم (به آلمانی: Brinkum) یک شهر در آلمان است که در Hesel واقع شده‌است. برینکوم ۶۳۵ نفر جمعیت دارد.